# The Libertarian Forum
The Libertarian Forum – amerykańskie czasopismo o profilu libertariańskim, publikowane dwa razy w miesiącu, pomiędzy 1969 a 1984. Jej redaktorem naczelnym był Murray Rothbard oraz Karl Hess, który jednak w 1971 zrezygnował.
Powstało w 1969, po upadku innego libertariańskiego czasopisma Left and Right: A Journal of Libertarian Thought. Głównym celem The Libertarian Forum było: "publikowanie artykułów teoretycznych, komentowanie aktualnej polityki, prowadzenie dyskusji wśród libertarian a także przewidywanie przyszłości wolności".
W roku 2006 Ludwig von Mises Institute opublikował w dwóch tomach wszystkie artykuły zawarte w magazynie. Książka nosi tytuł The Complete Libertarian Forum 1969–1984.